# Реакція Дарзена
Реакція Дарзена, також відома як конденсація Дарзена (англ. Darzens reaction) — реакція в органічній хімії, є варіантом альдольної конденсації, в якій роль метиленової компоненти грає α-хлоркарбонільна сполука. Після першого акту реакції конденсації відбувається внутрішньомолекулярне нуклеофільне заміщення, у результаті якого утворюється похідне оксирану.
 